# NGC 7219
NGC 7219 (również PGC 68312) – galaktyka spiralna z poprzeczką (SBa), znajdująca się w gwiazdozbiorze Tukana. Odkrył ją John Herschel 22 czerwca 1835 roku.